# Manuscrit Hengwrt

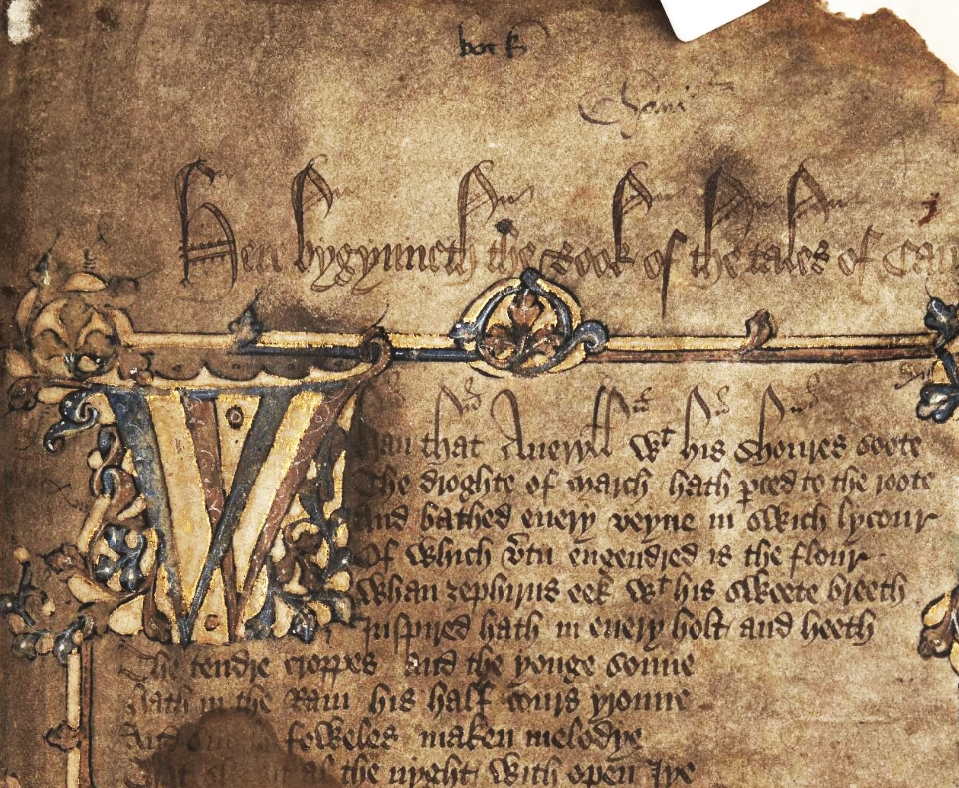
La première page du manuscrit Hengwrt.

Le manuscrit Hengwrt est un manuscrit enluminé des Contes de Canterbury de Geoffrey Chaucer produit au début du XVe siècle. Il est conservé à la bibliothèque nationale du pays de Galles, à Aberystwyth, sous la cote Peniarth 392D.

## Description
Le manuscrit compte 250 folios d'environ 29 × 20,5 cm. Contrairement au manuscrit Ellesmere, il ne contient pas d'illustrations, mais le début des contes, prologues et liens est signalé par une initiale enluminée. Il est taché et abîmé par endroits.
Le Conte de l'Assistant du Chanoine n'y figure pas, et la fin de la Prestation du curé manque.

## Histoire
Le manuscrit est issu de la bibliothèque amassée au XVIIe siècle par l'antiquaire gallois Robert Vaughan, acquise par la bibliothèque nationale du pays de Galles dès sa fondation en 1909.